# Вакуумный пробой
Ва́куумный пробо́й (пробой вакуума) — явление появления в вакуумном промежутке между электродами носителей заряда (обычно электронов), вызванное приложением к электродам электрического напряжения больше определённой величины. При вакуумном пробое проводимость промежутка резко увеличивается.

## Описание явления
При наличии между электродами электрического напряжения на микроостриях катода начинается автоэлектронная эмиссия, приводящая к появлению так называемых темновых, или предпробойных, токов. При увеличении напряжения происходит формирование сильноточного искрового разряда в газе, десорбированном с поверхности электродов. Этот искровой разряд может перейти в вакуумную дугу, развивающуюся в парах металлов электродов.

## Физика явления
Вакуумный пробой является сложным явлением, не имеющим однозначной теории. Существует, однако, несколько объясняющих его гипотез.
Согласно электронно-лучевой теории, выделившиеся в результате автоэлектронной эмиссии электроны ускоряются в вакуумном промежутке и бомбардируют поверхность анода, вызывая локальное увеличение температуры. В результате начинает выделение сорбированных газов и паров металла. Электроны, образованные на катоде и ускоренные полем, производят ударную ионизацию атомов этих газов, в результате чего развивается электронная лавина. Образовавшиеся в результате этого процесса положительно заряженные ионы двигаются в сторону катода, образуя пространственный заряд и локально увеличивая электрическое поле вблизи катода, что в свою очередь увеличивает автоэлектронную эмиссию. Одновременно появляются ионно-электронная эмиссия и катодное распыление. В итоге сильно увеличивается концентрация газов и паров металлов в промежутке между электродами, в которых уже развивается искровой или дуговой разряды.
Согласно другой теории при протекании тока, связанного с автоэлектронной эмиссией, происходит нагрев поверхности катода. При плотностях тока порядка 108 А/м2 происходит микровзрыв эмиттера и образуются пары металла, в которых уже происходит развитие дугового разряда.

## Применение
Явление вакуумного пробоя широко используется в технике и экспериментах. В частности, оно нашло своё применение в вакуумных выключателях, в мощных источниках рентгеновского излучения и сильноточных ускорителях, а также в большом количестве вакуумных приборов.